# Propalachia infumata
Propalachia infumata är en stekelart som beskrevs av Boucek 1978. Propalachia infumata ingår i släktet Propalachia och familjen gallglanssteklar.
Artens utbredningsområde är Zimbabwe. Inga underarter finns listade i Catalogue of Life.